# Lijst van plooivleugelwespen in Nederland
Dit is een lijst van plooivleugelwespen (Vespidae) in Nederland. De plooivleugelwespen zijn een familie binnen de wespachtigen (Vespoidea). Deze lijst is gebaseerd op het Nederlands Soortenregister.

## Onderfamilie Vespinae (papierwespen)

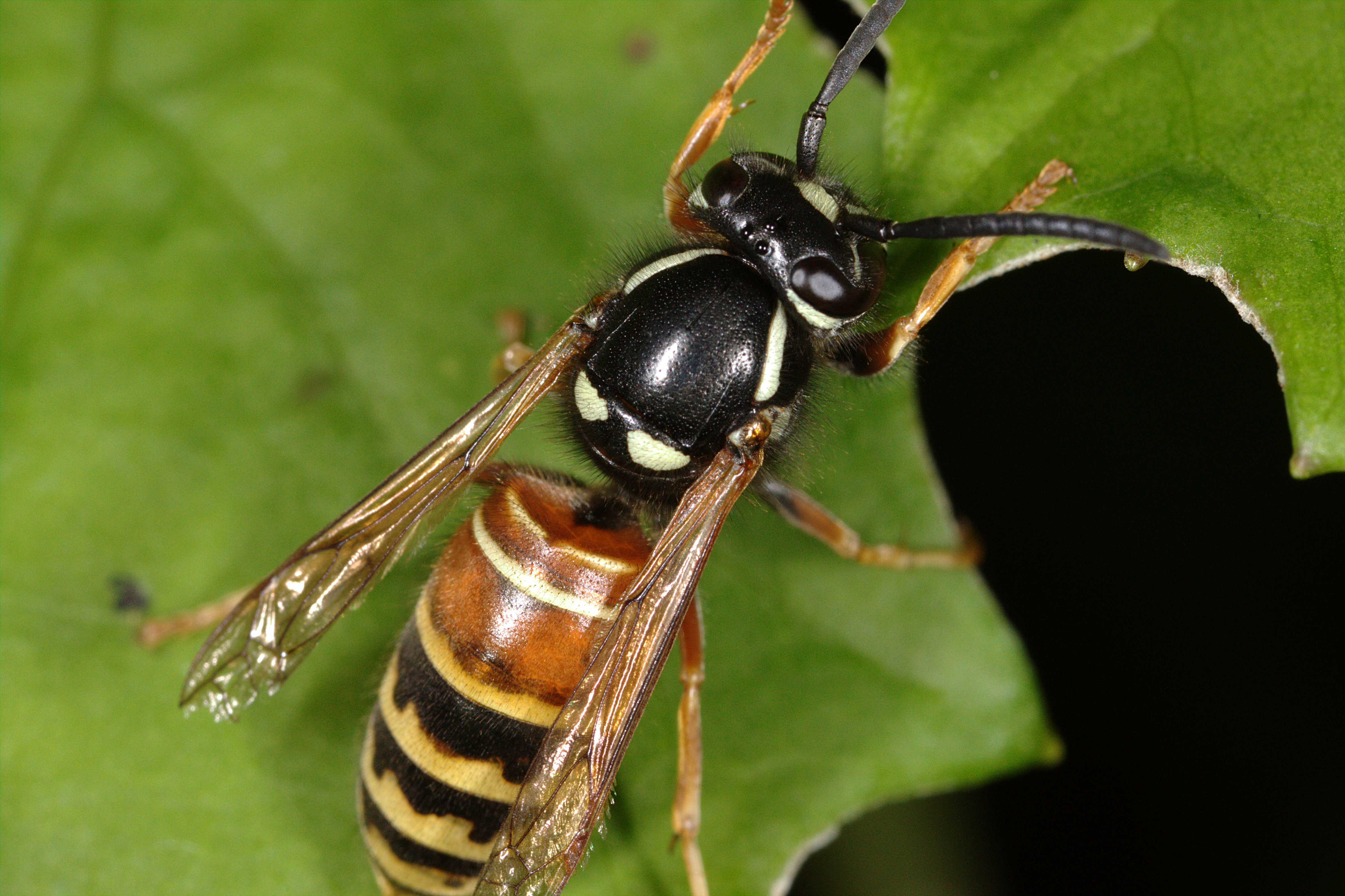
De rode wesp (Vespula rufa)

### GeslachtDolichovespula(lankopwespen)
- Dolichovespula adulterina (koekoekswesp)
- Dolichovespula media (middelste wesp)
- Dolichovespula norwegica (Noorse wesp)
- Dolichovespula omissa (boskoekoekswesp)
- Dolichovespula saxonica (Saksische wesp)
- Dolichovespula sylvestris (boswesp)

### GeslachtVespa(hoornaars)
- Vespa crabro (Europese hoornaar)
- Vespa velutina (Aziatische hoornaar)

### GeslachtVespula(kortkopwespen)
- Vesupla austriaca (Oostenrijkse wesp)
- Vespula germanica (Duitse wesp)
- Vespula rufa (rode wesp)
- Vespula vulgaris (gewone wesp)

## OnderfamiliePolistinae(veldwespen)

### GeslachtPolistes
- Polistes biglumis (bergveldwesp)
- Polistes dominula (Franse veldwesp)
- Polistess gallicus

## Onderfamilie Eumeninae (leem - of metselwespen)

### GeslachtAllodynerus(harige metselwespen)
- Allodynerus delphinalis
- Allodynerus floricola
- Allodynerus rossii

### GeslachtAncistrocerus(muurwespen)

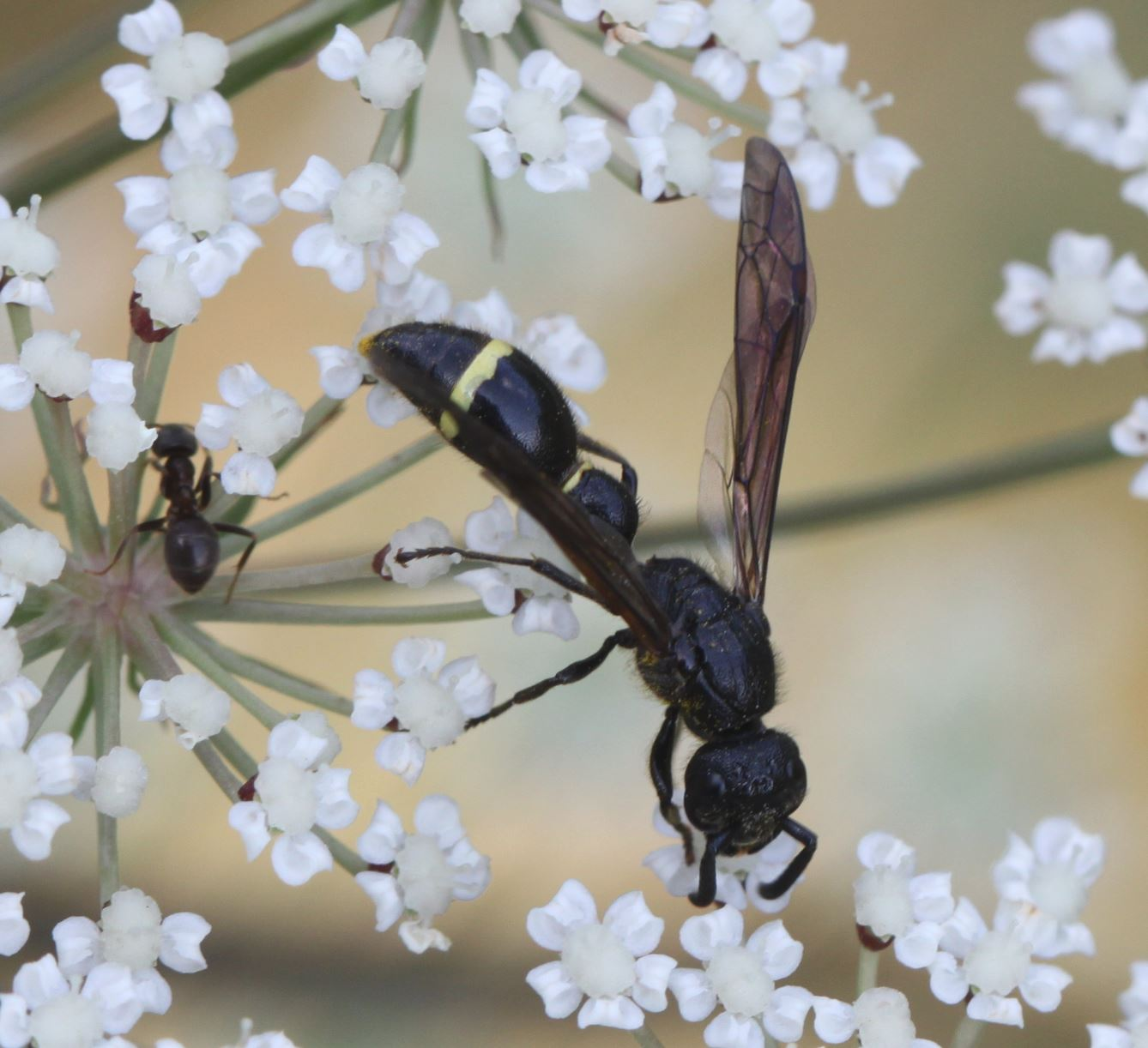
De behangerswesp (Discoelius zonalis)

- Ancistrocerus antilope
- Ancistrocerus auctus
- Ancistrocerus dusmetiolus
- Ancistrocerus gazella
- Ancistrocerus ichneumonideus
- Ancistrocerus nigricornis
- Ancistrocerus oviventris
- Ancistrocerus parietinus
- Ancistrocerus parietum
- Ancicstrocerus quadratus
- Ancistrocerus scoticus
- Ancistrocerus trifasciatus

### GeslachtDiscoelius(behangerswespen)
- Discoelius dufourii
- Discoelius zonalis (behangerswesp)

### GeslachtEumenes(urntjeswespen)
- Eumenes coarctatus
- Eumenes coronatus
- Eumenes papillarius
- Eumenes pedunculatus

### GeslachtEuodynerus
- Euodynerus dantici
- Euodynerus quadrifasciatus

### GeslachtGymnomerus
- Gymnomerus laevipes

### GeslachtMicrodynerus
- Microdynerus exilis
- Microdynerus nugdunensis
- Microdynerus timidus (kleine dwerleemwesp)

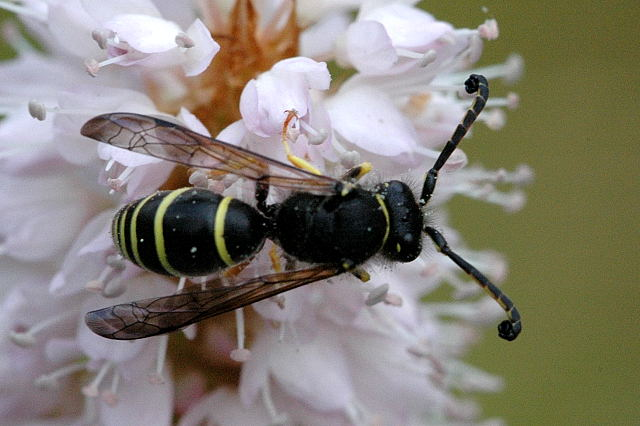
De gewone schoorsteenwesp (Odynerus spinipes)

### GeslachtOdynerus(schoorsteenwespen)
- Odynerus melanocephalus
- Odynerus reniformis
- Odynerus spinipes (gewone schoorsteenwesp)

### GeslachtParadontodynerus
- Parodontodynerus ephippium

### GeslachtPseudepipona
- Pseudepipona herrichii (rode metselwesp)
- Pseudepipona variegata

### GeslachtPterocheilus
- Pterocheilus phaleratus (baardwesp)

### GeslachtStenodynerus(stengelmetselwespen)
- Stenodynerus bluethgeni
- Stenodynerus dentisquama
- Stenodynerus orbitalis
- Stenodynerus orenburgensis
- Stenodynerus xanthomelas

### GeslachtSymmorphus(deukmetselwespen)
- Symmorphus angustatus
- Symmorphus bifasciatus
- Symmorphus connexus
- Symmorphus crassicornis
- Symmorphus debilitatus
- Symmorphus fuscipes
- Symmorphus gracilis
- Symmorphus murarius

Bijen (Rode Lijst) · Mieren · Plooivleugelwespen · Spinnendoders